# Karl Thomas Bacher
Karl Thomas Bacher (21 aprile 1960) è un pilota motociclistico austriaco ritiratosi dall'attività agonistica.

## Carriera
Ha collezionato alcune presenze nelle edizioni del motomondiale dal 1982 al 1988 nella classe 250, senza riuscire a conquistare punti validi per le classifiche iridate.
Migliori risultati li ottenne in sede di campionato Europeo Velocità in cui, sempre nella stessa classe giunse al trentottesimo posto nel 1984, al trentunesimo nel 1985, al quindicesimo nel 1987 e al quarantatreesimo nel 1988.

## Risultati nel motomondiale
| 1982 | Classe | Moto   |    |    |  |  |  |  |  |  |  |  |  |    |  |  |  | Punti | Pos. |
| ---- | ------ | ------ | -- | -- |  |  |  |  |  |  |  |  |  | -- |  |  |  | ----- | ---- |
| 1982 | 250    | Yamaha | NE | NE |  |  |  |  |  |  |  |  |  | 23 |  |  |  | 0     |      |

| 1983 | Classe | Moto   |  |  |  |  |  |     |  |  |  |  |  |    |  |  |  | Punti | Pos. |
| ---- | ------ | ------ |  |  |  |  |  | --- |  |  |  |  |  | -- |  |  |  | ----- | ---- |
| 1983 | 250    | Yamaha |  |  |  |  |  | Rit |  |  |  |  |  | NE |  |  |  | 0     |      |

| 1984 | Classe | Moto   |  |  |  |    |  |  |     |  |  |  |  |  |  |  |  | Punti | Pos. |
| ---- | ------ | ------ |  |  |  | -- |  |  | --- |  |  |  |  |  |  |  |  | ----- | ---- |
| 1984 | 250    | Yamaha |  |  |  | 14 |  |  | Rit |  |  |  |  |  |  |  |  | 0     |      |

| 1985 | Classe | Moto           |  |  |  |  |    |    |  |  |     |  |  |  |  |  |  | Punti | Pos. |
| ---- | ------ | -------------- |  |  |  |  | -- | -- |  |  | --- |  |  |  |  |  |  | ----- | ---- |
| 1985 | 250    | Rotax e Yamaha |  |  |  |  | 25 | 20 |  |  | Rit |  |  |  |  |  |  | 0     |      |

| 1986 | Classe | Moto  |  |  |  |    |    |  |  |  |  |  |  |    |  |  |  | Punti | Pos. |
| ---- | ------ | ----- |  |  |  | -- | -- |  |  |  |  |  |  | -- |  |  |  | ----- | ---- |
| 1986 | 250    | Rotax |  |  |  | 17 | 22 |  |  |  |  |  |  | NE |  |  |  | 0     |      |

| 1987 | Classe | Moto  |  |  |  |  |    |  |  |  |  |  |     |  |  |  |  | Punti | Pos. |
| ---- | ------ | ----- |  |  |  |  | -- |  |  |  |  |  | --- |  |  |  |  | ----- | ---- |
| 1987 | 250    | Rotax |  |  |  |  | 24 |  |  |  |  |  | Rit |  |  |  |  | 0     |      |

| 1988 | Classe | Moto         |  |  |  |  |  |  |     |  |  |  |  |  |  |    |  | Punti | Pos. |
| ---- | ------ | ------------ |  |  |  |  |  |  | --- |  |  |  |  |  |  | -- |  | ----- | ---- |
| 1988 | 250    | Maioli Rotax |  |  |  |  |  |  | Rit |  |  |  |  |  |  | NQ |  | 0     |      |

| Legenda | 1º posto        | 2º posto            | 3º posto            | A punti      | Senza punti        | Grassetto – Pole position Corsivo – Giro più veloce |
| Legenda | Gara non valida | Non qual./Non part. | Ritirato/Non class. | Squalificato | '-' Dato non disp. | Grassetto – Pole position Corsivo – Giro più veloce |